# Csenge Bácskay
Csenge Maria Bácskay (Budapeste, 4 de abril de 2003) é uma ginasta artística húngara e medalhista de prata nos Jogos Olímpicos de Verão da Juventude de 2018 no salto. Além disso, ela fez parte da equipe que conquistou o bronze no Campeonato Europeu de 2020.